# Pocketwatch
Pocketwatch is een album van Dave Grohl uit 1990 en het eerste album dat hij zelf componeerde en schreef. Al de instrumenten worden door hem bespeeld. Dit deed hij allemaal in zijn Nirvana-periode. Omdat hij in Nirvana zat, bracht hij uiteindelijk na lang beraad deze demo uit onder de naam Late!. Deze demo werd uiteindelijk in beperkte oplage en op Compact cassette in de verkoop gebracht. Vandaag de dag is deze niet meer verkrijgbaar in de winkels. In de vroege jaren van de Foo Fighters werd er in de liveshows af en toe nog weleens het nummer Winnebago gespeeld, en kwam een aantal nummers ook voor op singles van het eerste album van de Foo Fighters. Het lied "Friend of a Friend" is ook te horen op In Your Honor (2005).

## Tracklist
Alle muziek en teksten zijn geschreven door Dave Grohl, tenzij anders aangegeven. 
| 1.                 | Pokey the Little Puppy                    |                       | 4:21 |
| 2.                 | Petrol CB                                 |                       | 4:44 |
| 3.                 | Friend of a Friend                        |                       | 3:06 |
| 4.                 | Throwing Needles                          |                       | 3:20 |
| 5.                 | Just Another Story about Skeeter Thompson |                       | 2:05 |
| 6.                 | Color Pictures of Marigold                |                       | 3:13 |
| 7.                 | Hell's Garden                             |                       | 3:18 |
| 8.                 | Winnebago                                 | Grohl en Geoff Turner | 4:11 |
| 9.                 | Bruce                                     |                       | 3:52 |
| 10.                | Milk                                      |                       | 2:35 |
| Totale duur: 30:32 |                                           |                       |      |